# Össeby landskommun
Össeby landskommun var en tidigare kommun i Stockholms län.

## Administrativ historik
Kommunen bildades som storkommun vid kommunreformen 1952 genom sammanläggning av landskommunerna Angarn, Kårsta, Vada och Össeby-Garn. De gamla socknarna Garn och Össeby hade slagits samman redan 1838, det vill säga innan begreppet kommun infördes år 1863.
År 1971 gick kommunen upp i nya Vallentuna kommun. Från den 1 januari 2006 utgör området Össeby församling, då de fyra ingående tidigare församlingarna lagts samman.
Kommunkoden var 0216.

### Kyrklig tillhörighet
I kyrkligt hänseende tillhörde kommunen församlingarna Angarn, Kårsta, Vada och Össeby-Garn.

## Kommunvapnet
Össeby landskommun förde inte något vapen.

## Geografi
Össeby landskommun omfattade den 1 januari 1952 en areal av 213,46 km², varav 205,05 km² land. Efter nymätningar och arealberäkningar färdiga den 1 januari 1955 omfattade landskommunen den 1 januari 1961 en areal av 213,52 km², varav 205,86 km² land.

### Tätorter i kommunen 1960
I Össeby landskommun fanns den 1 november 1960 ingen tätort. Tätortsgraden i kommunen var då alltså 0,0 procent.

## Politik

### Mandatfördelning i valen 1950-1966
| 13 | 10 | 4 | 3 |

| 28 |

| 13 | 8 | 5 | 4 |

| 26 |

| 13 | 10 | 3 | 4 |

| 27 |

| 13 | 9 | 3 | 5 |

| 27 |

| 13 | 8 | 4 | 5 |

| 28 |